# William Petty (1737-1805)
William Petty (Dublin, 2 mei 1737 - Londen, 7 mei 1805), 1e markies van Lansdowne, was een Iers Whig-politicus, minister van Buitenlandse Zaken in 1782 en eerste minister van Groot-Brittannië in 1782-1783. Hij was als William FitzMaurice geboren in Dublin in Ierland. Petty was meer gekend als de tweede graaf van Shelburne.

## Levensloop
In 1751 veranderde zijn vader na het erven van een landgoed in High Wycombe de familienaam. De familie FitzMaurice heette voortaan de familie Petty. In 1753 werd hij benoemd tot graaf van Shelburne.
Nadat hij een ongelukkige Ierse jeugd had beleefd ging hij studeren aan Christ Church van de Universiteit van Oxford en daarna ging hij in militaire dienst. Zo vocht hij enkele jaren mee in de Zevenjarige Oorlog, waarna hij in 1760 vleugeladjudant van de nieuwe koning George III werd. Hetzelfde jaar werd hij verkozen in het House of Commons en bleef er zetelen tot in 1761, toen hij lid werd van het Parlement van Ierland. Hij bleef Iers parlementslid tot in 1762.
Na de dood van zijn vader werd Petty in mei 1761 de tweede graaf van Shelburne en werd zo toegelaten tot het House of Lords. In het parlement was hij aanvankelijk een aanhanger van de politiek van eerste minister Lord Bute. In 1763 werd hij benoemd tot hoofd van de Handelskamer, maar door zijn ambitie en politieke verschillen met collega's kwam het al snel tot ruzie en na vier maanden nam hij al ontslag. Vanaf toen was hij een aanhanger van William Pitt de Oudere en was het eens met de plannen die Pitt had om moeilijke relatie van Groot-Brittannië met haar Amerikaans kolonies op te lossen. In 1766 werd hij onder Pitt minister van Buitenlandse Zaken. Hij botste echter opnieuw met zijn collega's en had vaak ruzie met koning George III en ook met minister van Financiën Charles Townshend, die aanstuurde op een confrontatiepolitiek met de Amerikaanse kolonies.
In 1768 volgde Shelburne Pitt in de oppositie, waar hij samen met Rockingham en George Grenville oppositie voerde tegen de regering onder leiding van Frederick North. Hij verkoos nog steeds verzoening met Amerika, hoewel zijn toespraken soms tamelijk gewelddadig waren. Dit leidde in 1780 tot een duel met parlementslid William Fullarton, waarbij Shelburne gewond raakte. Op binnenlands gebied steunde de groep Whigs rond Rockingham, die ijverde voor parlementaire hervormingen en sympathie had voor de antikatholieke protesten in 1780.
Tijdens de Amerikaanse Onafhankelijkheidsoorlog hoopte Shelburne nog steeds om Amerika als kolonie te kunnen behouden en weigerde daarom om North in maart 1782 op te volgen, hoewel hij de favoriete kandidaat van koning George III was. Daarop werd Rockingham premier en in diens regering werd Shelburne minister van Buitenlandse Zaken. Na enkele maanden overleed Rockingham echter, waarna Shelburne de nieuwe premier werd. In zijn regering werd William Pitt de Jongere minister van Financiën, wat het begin betekende van diens lange politieke loopbaan.
Shelburne moest als premier vredesonderhandelingen beginnen met de Amerikanen, die de oorlog hadden gewonnen en dus onafhankelijk werden. Ook voerde hij enkele economische hervormingen door.
In 1780 werd een parlementaire motie ingediend. Die stelde dat de invloed van de kroon gedaald was en de macht van de koning daarom verminderd moest worden. Shelburne wilde graag die motie uitvoeren. Dit, zijn voorkeur voor vrije handel en religieuze tolerantie en zijn grote hervormingsdrang zouden uiteindelijk voor het einde van zijn regering zorgen. De problemen met het parlement en het onhandig omgaan met zijn collega's in de regering zorgde voor de val van zijn regering. Op 26 maart 1783 nam hij ontslag als premier.
Tot aan zijn dood zou Shelburne erg actief blijven in het parlement, waar hij zich een voorstander toonde van de Franse Revolutie en van de binnenlandse extraparlementaire oppositie. Hij kwam echter niet meer terug in de regering, ook niet onder Pitt de Jongere, die tot het begin van de 19e eeuw de Britse politiek zou domineren.
In 1784 werd hij benoemd tot markies van Lansdowne. Hij overleed in mei 1805. Shelburne, bekend om zijn cynisme en liberalisme, was weinig populair, maar stond niettemin bekend als een visionair staatsman.